# プリティフェイス
『プリティフェイス』は、叶恭弘による日本の漫画。『週刊少年ジャンプ』（集英社）において、2002年24号から2003年28号まで連載された。単行本はジャンプコミックス全6巻。公式での略称は「プリフェ」。

## 概要
叶の初連載作品で、他の作品に比べると女性キャラの裸やパンチラといったお色気・下ネタのシーンが多い。叶の出身地でもある北海道を主な舞台としている（2巻では沖縄、番外編では東京を訪れた）。
読者アンケートでは安定した人気を得たものの自ら「遅筆」と語る叶が執筆キャパシティの限界を迎え（『叶恭弘短編集III Snow in the Dark』より）、幾度かの減ページ掲載を経て連載開始から約1年で終了した（連載終了の数ヶ月後に番外編1話を発表）。

## ストーリー
高校生の乱堂政は空手の北海道大会で優勝した帰りのバスで事故に遭い、意識を失う。その一年後、とある病院で目を覚ました乱堂が鏡を覗くと、そこに映っていたのは乱堂が密かに思いを寄せていた少女・栗見理奈そっくりの顔であった。

## 登場人物

### 主要人物
乱堂政（らんどう まさし）
本作の主人公。誕生日不明。身長161cm。
空手部所属で校内では無敵の男子生徒だったが、北海道大会から帰る途中のバス事故に巻き込まれて全身火傷の重傷を負ってしまう。外科医の真鍋による整形手術で回復、1年後に目覚めるも、顔をたまたま持っていた写真を見た真鍋の勘違いで栗見理奈の顔にされてしまっていた。その後、自分の家と家族を探して街を走り回っていたところ偶然出会った理奈に行方不明の姉・由奈と間違われ、そのまま由奈として栗見家で生活するはめに。本物の由奈を探し出して元の男だった顔を取り戻すのが乱堂の最終目標であり、本作のメインストーリーである。
乱堂の顔の頃は典型的な不良で、少しでも背を高く見せるため髪を逆立てていた。基本的に傍若無人な性格であるが、集団いじめや軟派な男を嫌い、また小動物や溺れた子供を助けるなど、性根そのものは悪ではなく、硬派で芯の通った「漢」である。ただ、表面上は媚び諂っていた空手部の後輩たちからは、内心では快く思われてはおらず、自分のいないところでは「乱堂」と呼び捨てにされ、バスの転落事故で自分が死んだ事を誰も悲しんでおらず、寧ろ死んでくれて清々したと陰口を叩かれており、運動部の特待生であった事を良い事に、校内を我が物顔で傲慢不遜に振舞っていた事もあって、教師たちからも嫌われており、周囲から人望がなかったも事実である。しかし、流石にヤクザは怖いらしく、凄まれたり、チャカを突き付けられた時は、普段の様子からは考えられない程怯えて、ベソすらかいている。
空手の北海道大会で圧勝するなど物理的には最強レベル。感性においては比較的まとも。そのため、周囲の変人たちに巻き込まれて大変な目に遭うことが多い。
真鍋以外の人間からは、事故で死んだものと思われている（第1話時点）。由奈になりすましてから、美人ながら圧倒的な強さと運動神経を持っているという強い女性像がウケて、学園のアイドルとなる。とくに、各方面（主に迷惑な人種）からカルト的人気を誇る。また、慣れない女の中で生きることになった為か、以前の傍若無人さと腕っ節は男相手にのみ発動され、奥手な性格が前面に出てくるようになった。元々小柄なことと、1年の植物状態で筋肉が落ちたこと・パッド入りブラや真鍋製作のBカップ人工胸（2巻以降）・局部サポーターを着けていることなどでなんとか女性らしく見える体格を保っており、直接股間を見たり触れたりされない限りは男だと気づかれることはほぼ無い。
理奈を純粋かつ一途に愛している。その想いの深さは、理奈に危害を加えた男に対し制裁をするほど。
バス事故当時は私立成華高校3年生だが、バス事故から1年後に由奈として理奈と同じ2年生クラスへ編入した（第47話で3年生へ進級）。人気投票第1位。
栗見理奈（くりみ りな）
本作のメインヒロイン。バス事故から1年後は成華高校2年生（第47話で3年生へ進級）。1985年10月22日生まれ。身長159cm。
乱堂の後輩で、実は乱堂の事が好きだった。成績優秀でしっかり者だが、料理は苦手で、センスも若干ずれたところがある。好みの男性は強く頼りがいのある人間と思われる。女性からの人気が高い優男系の男子には全くなびかない。しかし、アルコールが入ると普段は控えめなところが一変して積極的になる。また、自身の胸があまり大きくない事に劣等感を抱いているのか巨乳に憧れている。
物語中盤からは、乱堂以上に姉の由奈（中身は乱堂）を一層好きになる。理由は由奈の乱堂然とした男気と愛情深さによるもので、序盤では由奈に乱堂の強さを見て取る場面もある。人気投票第2位。
栗見由奈（くりみ ゆな）
理奈の双子の姉で、物語のキーパーソン。1985年10月22日生まれ。身長161cm。整形後の乱堂は彼女の人格を演じ、由奈として生活している。
美容師になる夢を叶えるため中3の冬に家出し、行方不明状態。活発な性格で、親の反対を押し切ってまで夢を叶えようとする程の強い根性と真面目さを持ち合わせている。成績は数学を初めとして優秀だった。
美容師になるという夢は、幼少期の理奈との約束から生じている。一時帰宅したとき、乱堂から全てを打ち明けられると、美容学校卒業まで、自分の身代わりになってくれるよう乱堂に依頼する。人気投票第10位。
真鍋順（まなべ じゅん）
事故に遭った乱堂を、彼が持っていた理奈の写真そっくりに整形した外科医。27歳（バス事故当時）。「腕だけは確か」で、個人病院の「真鍋医院」を経営しており、成華高校の指定医でもある。乱堂が由奈として生きていることを（第1話時点で）知る唯一の人物で、乱堂の由奈捜しにインターネット等を使って協力する。
外科医だが、それ以外の医療分野に関しての腕も良い。かつては医学界からも注目されるほどのエリート医師で大病院に勤務していたが、自由を求めて現在は個人病院をしている。特殊な道具を開発する医療技術者が知り合いにいる。
異常なほどの女好きな変態。乱堂が目覚める前、彼に色んな服を着せて遊んだり、性転換手術を強行しようとするなどその行為は限りなく変態的である。乱堂を完全に女性化することが夢で、現在もしきりに性転換手術を勧めている。それが原因で乱堂のサンドバッグになることが多い。
陣内が乱堂をコスプレ（映画の衣装のテスト着用）させて乱堂がキレた時、何もしていないのに制裁に巻き込まれた。乱堂による暴力被害回数は彼がダントツに多く、この漫画随一のタフな肉体の持ち主。人気投票第4位。
小林夏緒（こばやし なつお）
乱堂を慕う高校2年生（第47話で3年生へ進級）の女子で、空手部合宿で使う寺の住職の孫娘。本作のお色気要員。
東京育ちだが、2年の後半（第35話）に成華高校へ転入してきた。巨乳の持ち主。
かつて乱堂に空手の稽古をつけてもらったことがあり、厳しく指導してくれたその男らしさに惚れた。しかし、当時彼女の外見は子供っぽかった（胸は全くといっていいほどなかった）ので、乱堂は男と思ってかなり厳しい稽古を課したというのが真相である。もともと筋はよく、更に乱堂に指導を受けたためかなりの実力を誇る。普通の男子よりは遥かに強く、作中では乱堂に次ぐ実力者。
第37話で由奈（乱堂）の正体を知り、その後は秘密を知っている事を盾に、逆らえない乱堂を半ば脅迫しながらもアタックを繰り返しつつも、さりげなく彼の秘密を守る協力者的な立場になる。人気投票第3位。

### 由奈（乱堂）・理奈の友達
乱堂・理奈と共に行動する機会の多いクラスメート3人の女子生徒。初登場時は成華高校2年生（第47話で3年生へ進級）。
佐野雪江（さの ゆきえ）
唯一の彼氏持ち。怒りの沸点が低いが、冷めて我に返るのも早い。1986年1月生まれ。人気投票第8位。
赤井美都里（あかい みどり）
巨乳。しかし、塚本によれば中学までは洗濯板のような胸だったとの事。ずっと彼氏を作ることを目標にしており、最終回でそれを実現した。1985年8月生まれ。人気投票第11位。
塚本恵子（つかもと けいこ）
バレー部所属。動物が大好きだが、人間の男には興味がない。1985年5月生まれ。
由奈・理奈に次ぎ、作者のお気に入りらしい。人気投票第16位。

### 三バカ
由奈（乱堂）に心酔し舎弟となった空手部員3人組の男子生徒。乱堂のことは生きていた頃は逆らう事を良しとせず、表面上は敬い媚びていたが、内心では傍若無人な彼を嫌っていたため、死んで清々したと思っている。全員、バス事故当時は成華高校2年生でその1年後は3年生。第35話で、由奈（乱堂）に惚れ込むあまり卒業を拒否して自主留年した。
木ノ下貴広（きのした たかひろ）
三バカの筆頭で、逆に目立つからと今の時代にリーゼントをしている。人気投票第18位。
田村修二（たむら しゅうじ）
体躯は大きいが弱い。人気投票第31位。
遠藤拓也（えんどう たくや）
三バカで最も弱い。由奈（乱堂）が巨乳時に巻いていた包帯を偶然入手し、後生大事に持っている。髪型が美都里に似ており、そこそこ端正な顔立ちをしているためか、人気投票の順位は15位と三バカの中では一番上だった。

### その他登場人物

#### 栗見家
升子美和（ますこ みわ）
由奈・理奈の従姉（陽子の兄の娘）で、成華高校の臨時教員（最終回で正式教員となった）。1979年8月22日生まれ。美人でスタイルが良く、学校の男子からも人気で赴任初日からアタックされるが、本人曰く「親に養われてるような男は眼中にない」との事。由奈（乱堂）の失言がもとで彼に不信感を抱くが、偶然理奈が拉致されたことで彼の理奈への想いを知り、不信を解消した。人気投票第7位。
栗見和樹（くりみ かずき）
由奈・理奈の父親で、夫婦仲が良い。人気投票第35位。
栗見陽子（くりみ ようこ）
由奈・理奈の母親で、いつも笑っている。人気投票第25位。

#### 成華高校
美木聖人（みき まさと）
初登場時は成華高校3年生の男子生徒で生徒会長。女子生徒に人気があるが、極端なナルシストで、マゾヒストでもある。由奈（乱堂）の力強さに惚れる。人気投票第19位。
植田望（うえだ のぞみ）
由奈を慕う成華高校1年生の女子生徒。1986年4月生まれ。父親が道場を運営している影響で、剣道二段の腕前。
1年男子から大人気の女子生徒だが、同性愛指向があり、強くて可愛い由奈（乱堂）が本命。体を張ったアタックを繰り返す。半年以上本編へ登場しない時期があった（ストーリー上は「交通事故で太股を骨折していた」ため）が、第47話で2年生へ進級と同時に髪型を変えて再登場。人気投票第5位。
常盤兼成（ときわ かねなり）
初登場時は 成華高校2年生の男子生徒。クラス委員を務めている。
1年時から理奈のことが好きで、学校行事であるスキー旅行の直前に告白した。人気投票第21位。
小早川哲也（こばやかわ てつや）
年齢は初登場時は35歳。数学の担任で2年の学年主任の男性教師。女子生徒に興味を持つが不良男子生徒には厳しくて特に乱堂を嫌っている。
桑原（くわばら）
男性教師。小早川ほど乱堂の事を嫌っていない。

#### その他
源龍（げんりゅう）
元プロレスラー。アームレスリング大会で毎回優勝しているが、一回戦で由奈（乱堂）に敗れる。人気投票第27位。
アポロン北山（あぽろん きたやま）
ボディビル全国チャンプで、数々のアームレスリング大会で大会荒らしと呼ばれているらしいが、準決勝で由奈（乱堂）に敗れる。人気投票第22位。
木対百合子（きつい ゆりこ）
初登場時は私立白雪高校の3年生で生徒会長。人気投票第32位。
陣内（じんない）
真鍋の友人で、彼と同じく「腕だけは確か」な陣内造形研究所の所長。造形に関しての技術はピカイチで人工バストを作った張本人。変人であるが、変態は嫌い。乱堂にコスプレ（映画に使う衣装のテスト着用）をさせて必要以上に遊び過ぎたため、怒りが頂点に達した乱堂に制裁された。人気投票第19位。
小林一二三（こばやしひふみ）
空手部合宿で使う寺の住職。栗見姉妹と同年齢の孫娘が居る。本人も空手の腕前は相当な腕前で、彼に払うはずだった合宿費を、部員達が知らずに全部お菓子代などに使ってしまったと知った時は、（乱堂を含めて）全員が「彼に殺される」と青ざめたほど。ただ、仏に仕える身でありながら、好みの女性を前にするとスケベ心全開でナンパするなど、破戒僧の気もある。
仲間礼二（なかま れいじ）
雪江の彼氏。初登場時19歳。外見とは裏腹に真面目で優しい男。雪江の高校卒業までは清い交際をすると約束し、守っている。人気投票第29位。

### 小樽編の登場人物
吉田仁（よしだ じん）
かつて不良グループ「紅蓮」に所属していた美少年。初登場時17歳。母の真由子（まゆこ）はパートタイマー。実家は美容院（本物の由奈が住み込みで働いていたことがある）を経営していたが、ある事件がきっかけで閉店。由奈の夢を追う姿勢に触発されて更生し、現在は美容師を目指している。人気投票第14位。
芳賀（はが）
吉田と共に「紅蓮」を結成。小樽一帯を仕切る不良だが、一対一のケンカでは由奈（乱堂）の敵ではなかった。人気投票第35位。
木ノ内（きのうち）
一時的に由奈（乱堂）の舎弟となった天狗工高空手部員3人（小樽三バカ）の筆頭。300人を超える「由奈ちゃん連合（由奈連）」を勝手に結成し、由奈（乱堂）にボコられた。
顔は木ノ下に似ている。人気投票第29位。
田坂（たさか）
顔は田村似。人気投票第38位（仙藤と同票数）。
仙藤（せんどう）
顔は遠藤似。人気投票第38位（田坂と同票数）。

## コミックス
1. 無理が通って道理も通す - 2002年10月9日初版発行、ISBN 4-08-873361-4
  - 第1 - 8話 （『WJ』2002年24号 - 31号）
2. 女だらけの沖縄旅行 - 2002年12月9日初版発行、ISBN 4-08-873350-9
  - 第9 - 17話 （『WJ』2002年32号 - 41号）
3. 打倒!栗見由奈 - 2003年2月9日初版発行、ISBN 4-08-873384-3
  - 第18 - 27話 （『WJ』2002年42号 - 51号）
4. 小樽大捜査線 - 2003年5月6日初版発行、ISBN 4-08-873423-8
  - 第28 - 36話 （『WJ』2002年52号 - 2003年10号）
5. ハッピー・クリスマス - 2003年8月9日初版発行、ISBN 4-08-873497-1
  - 第37 - 45話 （『WJ』2003年11号 - 20号・18号休載）
6. ずっとずっと言いたくて - 2003年11月9日初版発行、ISBN 4-08-873526-9
  - 第46 - 最終話（第52話）+番外編 逃げて走って修学旅行（『WJ』2003年21号 - 28号＋2003年サマー『赤マルジャンプ』）